# アレックス・ボゴモロフ・ジュニア
アレックス・ボゴモロフ・ジュニア（英語: Alex Bogomolov Jr., ロシア語: Александр Александрович «Алекс» Богомолов, 1983年4月23日 - ）は、ロシア・モスクワ出身の男子プロテニス選手。ATPツアーでダブルス1勝を挙げた。自己最高ランキングはシングルス33位、ダブルス62位。身長178cm、体重75kg。右利き、バックハンド・ストロークは両手打ち。

## 来歴
父のアレクサンドル・ボゴモロフ・シニアはソビエト連邦のナショナル・コーチとしてラリサ・ネーランドやエフゲニー・カフェルニコフ、アンドレイ・メドベデフを指導していた。ボゴモロフ・ジュニアは2歳から父の手ほどきでテニスを始め、ソビエト連邦の崩壊後は一家でアメリカに移住し、ボゴモロフ・ジュニアはアメリカ選手として活動していた。
2002年にプロに転向し将来を期待されていたが、2005年9月喘息の治療薬として使用していたサルブタモールに陽性となりドーピング違反で90日間の出場停止処分を受けた。
その後は故障も続いてチャレンジャー大会を中心に転戦していたが、2011年にウィンブルドンと全米オープンで自己最高成績の3回戦に進出した。7月のアトランタ大会ではマシュー・エブデンと組んだダブルスで優勝し唯一のATPツアータイトルを獲得した。2011年10月31日付のランキングで自己最高の33位を記録し、ATPワールドツアー・アワードの最も上達した選手賞を受賞した。
2012年からはオリンピック出場を目指すためロシア国籍に変更した。2012年ロンドンオリンピックにロシア代表として出場し1回戦でアルゼンチンのカルロス・ベルロクを 7–5, 7–6 で破り、2回戦でスペインのニコラス・アルマグロに 2–6, 2–6 で敗れた。
ボゴモロフ・ジュニアは2014年全米オープン予選で伊藤竜馬に敗れた試合が最後の出場になり同年に現役を引退した。

## ATPツアー決勝進出結果

### ダブルス: 2回 (1勝1敗)
| 結果   | No. | 決勝日        | 大会       | サーフェス | パートナー         | 対戦相手                                        | スコア           |
| ------ | --- | ------------- | ---------- | ---------- | ------------------ | ----------------------------------------------- | ---------------- |
| 準優勝 | 1.  | 2004年9月19日 | 北京       | ハード     | テーラー・デント   | ジャスティン・ギメルストブ グレイドン・オリバー | 6–4, 4–6, 6–7(6) |
| 優勝   | 1.  | 2011年7月24日 | アトランタ | ハード     | マシュー・エブデン | マティアス・バッキンガー フランク・モーサー     | 6-3, 5-7, [10-5] |

## 4大大会シングルス成績
略語の説明
| W | F | SF | QF | #R | RR | Q# | LQ | A | Z# | PO | G | S | B | NMS | P | NH |

W=優勝, F=準優勝, SF=ベスト4, QF=ベスト8, #R=#回戦敗退, RR=ラウンドロビン敗退, Q#=予選#回戦敗退, LQ=予選敗退, A=大会不参加, Z#=デビスカップ/BJKカップ地域ゾーン, PO=デビスカップ/BJKカッププレーオフ, G=オリンピック金メダル, S=オリンピック銀メダル, B=オリンピック銅メダル, NMS=マスターズシリーズから降格, P=開催延期, NH=開催なし.
| 大会           | 2001 | 2002 | 2003 | 2004 | 2005 | 2006 | 2007 | 2008 | 2009 | 2010 | 2011 | 2012 | 2013 | 2014 | 通算成績 |
| -------------- | ---- | ---- | ---- | ---- | ---- | ---- | ---- | ---- | ---- | ---- | ---- | ---- | ---- | ---- | -------- |
| 全豪オープン   | A    | A    | 1R   | 1R   | LQ   | 2R   | LQ   | A    | A    | LQ   | LQ   | 2R   | 1R   | 1R   | 2–6      |
| 全仏オープン   | A    | A    | LQ   | 1R   | LQ   | LQ   | A    | LQ   | A    | LQ   | 1R   | 1R   | LQ   | LQ   | 0–3      |
| ウィンブルドン | A    | A    | A    | LQ   | LQ   | LQ   | A    | LQ   | LQ   | LQ   | 3R   | 1R   | 1R   | A    | 2–3      |
| 全米オープン   | 1R   | 1R   | 1R   | 1R   | 1R   | LQ   | LQ   | A    | LQ   | LQ   | 3R   | 1R   | 2R   | LQ   | 3–8      |